# Tatàrovo
Tatàrovo (en rus: Татарово) és un poble de l'óblast de Vladímir, a Rússia, segons el cens del 2010 tenia 326 habitants. Pertany al districte municipal de Múrom.